# Arne Garborg

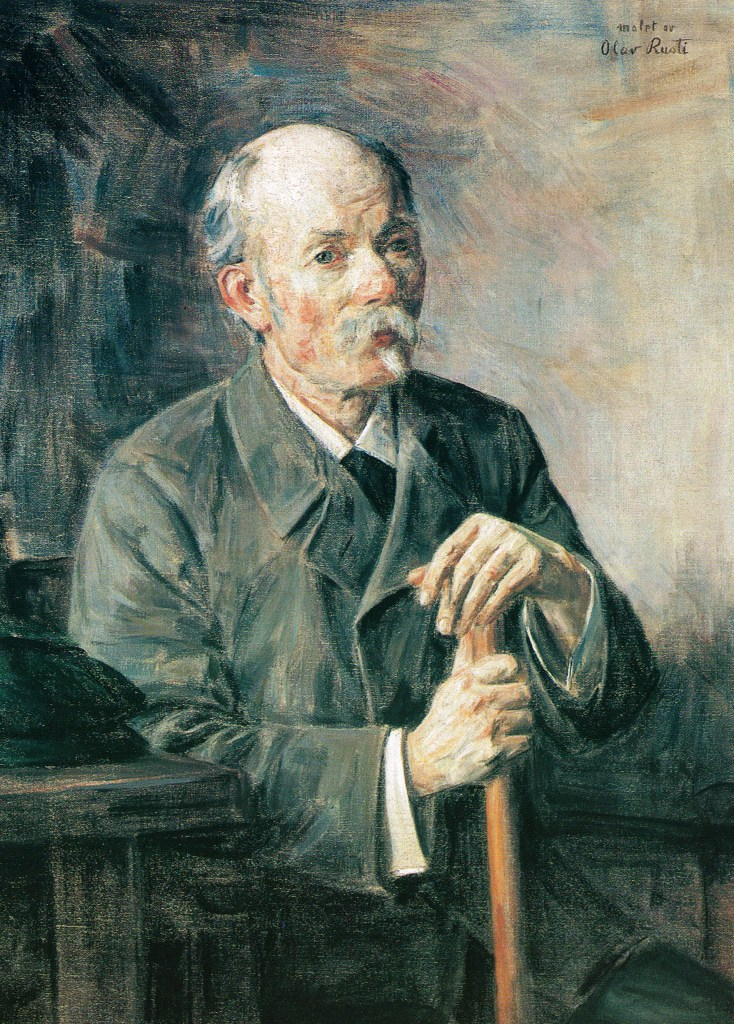
Arne Garborg

Arne Garborg, geboren als Aadne Eivindsson Garborg (* 25. Januar 1851 in Time, Jæren im südwestlichen Norwegen; † 14. Januar 1924 in Asker bei Oslo), war ein norwegischer Autor, der das von Ivar Aasen synthetisierte Landsmål, heutige Bezeichnung Nynorsk, als Literatur- und Staatssprache propagierte.

## Leben und Schaffen
Seine Romane Bondestudentar (Bauernstudenten), Mannfolk (Aus der Männerwelt), Hjå ho mor (Bei Mama) und Trætte Mænd (Müde Seelen), die eine lockere Tetralogie bilden, zählen zu den Hauptwerken des norwegischen Naturalismus. Sie wurden zu Lebzeiten des Autors auch in Deutschland viel gelesen.
Der damals bereits populäre Schriftsteller heiratete am 3. Dezember 1887 Hulda Bergersen, mit welcher er gemeinsam aus der Hauptstadt Kristiania nach Tynset zog, in ein kleines Bauernhaus am Savalen-See. 1888 gebar sie einen Sohn. Das emsig schaffende Dichterpaar lebte nicht zurückgezogen, sondern reiste häufig, nicht nur nach Kristiania, sondern auch nach Paris, Berlin, Dießen und Fürstenfeldbruck. 1896 verließen die Garborgs Tynset und zogen nach Hvalstad nahe Kristiania.
Arne Garborg war mit dem Guru Swami Sri Ananda Acharya befreundet, den er während seines zehnjährigen Aufenthaltes im norwegischen Østerdalen kennenlernte. Der Gedankenaustausch mit ihm fand Niederschlag in Garborgs Tagebuch.
Arne Garborg bezog später noch ein Sommerhaus in seinem Geburtsort, wo er sich auch nach seinem Tod begraben ließ. Seine Frau überlebte ihn noch um ein Jahrzehnt und veröffentlichte Teile seiner Tagebücher.

## Bibliographie

### Primärliteratur (Auswahl)
- Bondestudentar, 1883
- Mannfolk, 1886
- Hjå ho mor, 1890
- Trætte Mænd, 1891
- Fred, 1892
- Haugtussa, 1895 (Teile daraus wurden von Edvard Grieg vertont)
  - Eine weitere Vertonung erfolgte 2007 durch den norwegischen Komponisten Olav Anton Thommessen für Frauenstimme und Piano
  - aus dem Neunorwegischen von Martje Vande Ginste und Juliane Hollerbach ; mit einem Nachwort von Martje Vande Ginste, Berlin : Edition Rugerupp, 2025, ISBN 978-3-942955-93-5
- Den burtkomme Faderen, 1899
- Jesus Messias, 1906
- Heimkomin Son, 1906
- Dagbok 1905–1923, 1925–1927

### Sekundärliteratur
- Walter Baumgartner: Triumph des Irrealismus. Rezeption skandinavischer Literatur im ästhetischen Kontext: Deutschland 1860–1910. Wachholtz, Neumünster 1979. (= Skandinavistische Studien; 10 ) ISBN 3-529-03310-3
- Marie Herzfeld: Die skandinavische Litteratur und ihre Tendenzen, Berlin u. a. : Schuster & Loeffler, 1898, S. 45–51 (Digitalisat in der Universitäts- und Landesbibliothek Düsseldorf); Vorabdruck in: Wiener Rundschau vom 15. Juli 1897, S. 661–664 (Digitalisat im Internet Archive)
- Tor Obrestad: Arne Garborg. Ein biografi. 2. Aufl. Gyldendal, Oslo 2001. ISBN 82-05-29164-0
- Gerd-Hermann Susen (Hrsg.): Wilhelm Bölsche. Briefwechsel mit Autoren der Freien Bühne. Berlin: Weidler Buchverlag 2010 (Briefe und Kommentare), S. 367–497
- Gerd-Hermann Susen: Dichtung und Wahrheit. Lou Andreas-Salomés literarische Anfänge im Spiegel der überlieferten Korrespondenz (mit Abdruck ihrer Briefe an Hulda und Arne Garborg). In: text & kontext 34/2012, S. 63–96